# Coptopteryx gayi
Coptopteryx gayi (лат.) — вид насекомых из семейства настоящих богомолов (Mantidae).

## Таксономия
Этот вид был описан в 1853 году Эмилем Бланшаром как Mantis gayi.

## Внешний вид и строение
Длина тела самок от 62 до 80,5 мм. Переднеспинка самок удлиненная, длиной от 20 до 25,5 мм. Ноги средней и задней пары самок длиннее и уже, а передние слабее, чем у Coptopteryx argentina. По сравнению с самцами C. argentina у самцов более узкие надглазные расширения, более сжатое основание переднеспинки и более слабые передние ноги. Окрас представителей обоих полов от коричневого до зелёного.

## Экология
Эти богомолы изредка становятся жертвой роющих ос рода Stangeella cyaniventris, которые парализуют их и откладывают в них яйца.

## Распространение
Неотропический вид, известный из Парагвая, Чили и бразильского Риу-Гранди-ду-Сул.